# Leivonmäki

Wappen der ehemaligen Gemeinde Leivonmäki

Leivonmäki [ˈlɛi̯vɔnmæki] ist ein Ort und eine ehemalige Gemeinde in Finnland. Er liegt im Süden der Landschaft Mittelfinnland an der Staatsstraße 4 rund 50 Kilometer südlich der Stadt Jyväskylä. 
Die Gemeinde Leivonmäki wurde zum Jahresbeginn 2008 in Joutsa eingemeindet. Zu ihr gehörten neben dem gleichnamigen Hauptort die Dörfer Etu-Ikola, Havumäki, Kivisuo, Lapinkylä, Martinkylä, Rutalahti, Savenaho, Selänpohja und Taka-Ikola. Sie hatte eine Fläche von 410 km² und zuletzt knapp 1.200 Einwohner. Im ehemaligen Gemeindegebiet befindet sich der 29 km² große Leivonmäki-Nationalpark. Leivonmäki unterhielt seit 1990 eine Partnerschaft mit Haaslava (Estland). 